# Thomas Rasmussen (præst)
 Der er flere personer med dette navn, se Thomas Rasmussen.
Thomas Rasmussen (28. maj 1744 i Roholte – 12. maj 1800 i Grevinge) var en dansk præst.
Han blev født i Roholte som søn af stedets sognepræst, Frederik Rasmussen (d. 1754), og Anna Dorthea f. Huulegaard.
Han blev student i 1763 fra Roskilde Skole og tog teologisk embedseksamen i 1768. I 1774 blev han sognepræst i Grevinge i Ods Herred, hvor han 1791-96 var han provst. 
Han blev i 1775 gift med Elisabeth Marie Müller, datter af skræddermester Jørgen Müller i København. Hun leverede selv bidrag til Evangelisk Salmebog og døde 1840 i huset hos svigersønnen biskop Tage Christian Müller.
Thomas Rasmussen udgav i 1785 Udkast til en kristelig Børnelærdom, hvor han ville have Luthers katekismus afskaffet i skolerne; thi "Barnet skal ikke lære at kjende Gud som stærk, nidkjær og hjemsøgende, før det har lært at kjende ham som den blideste Fader". Noget lignende mente andre på dette tidspunkt; men Rasmussens bog var en prædiken, han havde holdt som student, og han må derfor regnes blandt de første, der fremførte disse nye pædagogiske synspunkter i Danmark. Han havde da forarget Bolle Willum Luxdorph, der fandt det upassende, at en student kom med et forslag, som det  bedre passede sig for en biskop at forelægge, og det var grunden til, at skriftet først udkom, da de indeholdte tanker ikke længere var nye.